# Гржини
Гржини (итал. Grizzini) је насељено место у Републици Хрватској у Истарској жупанији. Административно је у саставу општине Жмињ.

## Географија
Карактеристика краја је у шароликости природног обележја, наиме на малом простору мењају се пашњаци, ливаде, вратце, оранице и шуме и многобројне вртаче са културама за сточну исхрану. Становништво се углавном бави пољопривредом за сопствене потребе. Због близине шума као једна од делатности развило се и шумарство, а крај је богат и печиркама. У последње време све више се развија и сеоски туризам.
Гржини са налазе на надмоској висини од 322 м. Од места Цере удаљени су 2,2 км, а од средишта оштине Жмиња 4,7 км. У место се може лако доћи и из правца места Барбан и Светвинченат.

## Историја
До територијалне реорганизације у Хрватској Гржини су били у саставу старе општине Ровињ

## Становништво
Према задњем попису становништва у Хрватској 2011. године у насељу Гржини живео је 141. становник.
| Број становника по пописима | Број становника по пописима | Број становника по пописима | Број становника по пописима | Број становника по пописима | Број становника по пописима | Број становника по пописима | Број становника по пописима | Број становника по пописима | Број становника по пописима | Број становника по пописима | Број становника по пописима | Број становника по пописима | Број становника по пописима | Број становника по пописима | Број становника по пописима |
| --------------------------- | --------------------------- | --------------------------- | --------------------------- | --------------------------- | --------------------------- | --------------------------- | --------------------------- | --------------------------- | --------------------------- | --------------------------- | --------------------------- | --------------------------- | --------------------------- | --------------------------- | --------------------------- |
| 1857                        | 1869                        | 1880                        | 1890                        | 1900                        | 1910                        | 1921                        | 1931                        | 1948                        | 1953                        | 1961                        | 1971                        | 1981                        | 1991                        | 2001                        | 2011                        |
| 0                           | 0                           | 134                         | 154                         | 159                         | 192                         | 0                           | 0                           | 193                         | 175                         | 163                         | 174                         | 149                         | 154                         | 147                         | 141                         |

Напомена: У 1857, 1869, 1921. у 1931. подаци су садржани у насељу Жмињ. Од 1880. до 1948. ознажавано је као вдео насеља.